# Anna Radziwiłł
Anna Maria Radziwiłł (phát âm tiếng Ba Lan: [ˈanna raˈd͡ʑiviww]; 20 tháng 4 năm 1939 - 23 tháng 1 năm 2009) là một nhà sử học, nhà giáo dục và chính trị gia người Ba Lan. Bà là cựu thành viên của Thượng viện và Bộ trưởng Bộ Giáo dục Ba Lan, và là người rất tích cực trong công cuộc cải cách giáo dục và phong trào giáo dục ngầm trong thời kỳ Cộng sản ở Ba Lan.

## Tiểu sử
Radziwiłł là con gái của Hoàng tử Đỏ Krzysztof Mikołaj Radziwiłł và vợ ông, Zofia, sinh ra ở Sichów Duży. Năm 1961, bà tốt nghiệp khoa lịch sử của Đại học Warszawa, nơi sau đó bà lấy bằng tiến sĩ khoa học nhân văn vào năm 1966. Ngay sau khi tốt nghiệp, bà trở thành một giáo viên trung học cơ sở.
Năm 1967, bà hoàn thành chương trình học và đạt danh hiệu tiến sĩ khoa học nhân văn nhờ nghiên cứu về Tư tưởng giáo dục của Sanacja và sự phản ánh của nó trong các chính sách giáo dục năm 1926-1939. Công trình nghiên cứu của bà đã được xuất bản vào năm sau đó bởi Nhà xuất bản Khoa học Ba Lan PWN, nhưng vào năm 1968, sau chiến dịch chống giới trí thức của nhà cầm quyền cộng sản, nó đã bị cơ quan kiểm duyệt cấm.
Bà tiếp tục làm giáo viên dạy lịch sử và tiếng Ba Lan tại nhiều trường học ở Warszawa. Đồng thời, bà đã xuất bản một số nghiên cứu, chủ yếu là về lịch sử giáo dục ở Ba Lan sau năm 1945. Hầu hết chúng đều bị cấm và được xuất bản ngầm. Trong những năm 1970, bà cũng bắt đầu hợp tác với nhiều tờ báo đối lập ngầm khác nhau, bao gồm Więź, Znak và Res Publica.
Sau khi hợp pháp hóa phong trào Đoàn kết, Anna Radziwiłł trở thành một trong những cố vấn của nó. Vì vậy, bà đã tham gia nhiều hội nghị khác nhau giữa các nhà cầm quyền cộng sản và phe đối lập dân chủ. Hiệu quả chính xác của những cuộc tham vấn này là một cuộc cải cách giáo dục lịch sử trong các trường học ở Ba Lan. Vì vậy, bà đã được trao tặng Bằng khen Chữ thập vàng vào năm 1981. Tuy nhiên, cuộc cải cách cuối cùng đã bị dừng lại do thiết quân luật.
Bà ngầm bắt đầu công việc của mình trên nhiều cuốn sổ tay khác nhau về lịch sử thế kỷ 20 của Ba Lan. Một số trong số chúng đã được xuất bản bởi các nhà in ấn ngầm và được sử dụng bởi cái gọi là Uniwersytet Latający (tạm dịch: Đại học bay) cùng với nhiều nơi khác. Sau cuộc cải cách dân chủ năm 1989 và lật đổ chính quyền cộng sản, Anna Radziwiłł được bầu vào Thượng viện Ba Lan vào ngày 6 tháng 6 năm 1989. Bà cũng đảm nhận chức vụ phó ngoại trưởng Bộ giáo dục trong chính phủ của Tadeusz Mazowiecki.
Năm 1992, bà từ chức và trở lại học đại học. Cùng với Wojciech Roszkowski, bà đã chuẩn bị một bộ sổ tay lịch sử cho các trường tiểu học và trung học cơ sở (xuất bản sau năm 1994), bộ sách này đã trở thành bộ sổ tay lịch sử được sử dụng rộng rãi nhất trong giai đoạn từ năm 1789 đến năm 1990 ở Ba Lan.
Năm 1998, vì những công lao của mình, bà đã được trao tặng Huy chương của Chỉ huy Polonia Restituta. Năm 1999, dưới chính phủ của liên minh Hành động Bầu cử Tự do - Đoàn kết, Anna Radziwiłł trở lại chính trường với tư cách là cố vấn cho bộ trưởng bộ giáo dục. Đồng thời bà trở thành phó thư ký của Tổ chức Stefan Batory. Một trong số những nhiệm vụ đáng chú ý nhất của bà là việc chuẩn bị cho công cuộc cải cách giáo dục ở Ba Lan. Năm 2001, bà nghỉ hưu, nhưng sau đó trở lại với tư cách Thứ trưởng Bộ Giáo dục sau khi được Mirosław Sawicki đề cử và xác nhận.

## Qua đời
Bà qua đời vào ngày 23 tháng 1 năm 2009 tại Warszawa, hưởng thọ 69 tuổi, không rõ nguyên nhân.

## Vinh danh và giải thưởng
- Huy chương của Chỉ huy với Ngôi sao của Huân chương Polonia Restituta (di cảo, 2009; trước đó đã được trao tặng Huy chương của Chỉ huy, 1998)
- Huân chuơng Cross of Merit vàng (1981)
- Huy chương của Ủy ban Giáo dục Quốc gia (1991)